# RISC OS
RISC OS — операционная система, разработанная компанией Acorn Computers для серии своих настольных компьютеров, использующих центральный процессор архитектуры ARM. Впервые RISC OS была выпущена в 1988 году как RISC OS 2.00 и являлась усовершенствованной версией операционной системы Arthur также от Acorn, с добавлением многозадачности. Название операционной системы происходит от RISC-архитектуры микропроцессоров, на которых она применялась.
С 1988 года RISC OS поставлялась почти с каждым компьютером Acorn, включая серии Archimedes, RiscPC и A7000. После разделения Acorn в 1998 году разработка RISC OS осуществлялась несколькими независимыми компаниями, включая RISCOS Limited и Castle Technology. Также с 1998 года RISC OS начала поставляться с персональными компьютерами, такими как Iyonix PC и A9home.

## Особенности

### Ядро системы
Ядро системы RISC OS имеет следующие особенности:
- Хранится в ПЗУ — это позволяет системе быстро запускаться и защищает от порчи по причине сбоев или вирусов.
- Там же в ПЗУ имеется модуль работы с сетью, поэтому локальный накопитель (дискета, жёсткий диск, и.т.п) не требуется.
- Модульное — состоит из нескольких модулей, которые могут добавляться и замещаться во время работы. Модули могут выполнять роль драйверов устройств и протоколов, разделяемых библиотек, пользовательских программ. Такая структура позволяет сторонним разработчикам писать собственные модули для RISC OS с дополнительными функциями. Системные вызовы, с помощью которых ОС обращается к модулям, осуществляются с помощью программных прерываний (команды процессора SWI), подобно тому, как к функциям DOS и BIOS обращаются с помощью команды процессора INT.
- Однопользовательская/кооперативная многозадачность — в то время как большинство современных систем применяет вытесняющую многозадачность, RISC OS использует кооперативную многозадачность и поддерживает POSIX Threads. Также она имеет рудиментарную поддержку защиты памяти
- В системе отсутствуют авторизация и разделение прав доступа, поэтому все программы работают с правами суперпользователя. Ограничения доступа к файлам можно организовать на файловом сервере, но не на локальных накопителях.
- Файловая система — на верхнем уровне иерархии файлов находится том с префиксом типа файловой системы. ОС использует метаданные для определения типа файла; расширения не используются. Двоеточия используются для отделения имени файловой системы от остального пути; корневой каталог обозначается знаком доллара ($), а для разделения каталогов служит точка (.). Расширения, используемые в других файловых системах, записываются через слэш ('example.txt' становится 'example/txt'). Например, ADFS::HardDisc4.$. указывает на корень диска HardDisc4 с файловой системой ADFS. Все файлы представляют собой тома особого типа. Это позволяет обрабатывать файлы и архивы из нескольких файлов схожим образом.
- Дополняемость — практически всё в RISC OS имеет двоичный интерфейс приложений. Это позволяет программисту изменять поведение системы с помощью модулей.

### Внешний вид
- Интуитивный менеджер окон — графический интерфейс RISC OS появился во времена Windows 2.0 и MacOS System 6. Он использует мышь с тремя клавишами (называемыми 'Select'[7], 'Menu' и 'Adjust')[8].
- Панель иконок (Icon Bar) — схожа с доком в NextStep/Mac OS X и Панелью задач Windows. Панель отображает иконки, представляющие смонтированные диски, работающие программы и системные утилиты.
- Поддержка технологии Drag-and-drop.
- Приложения представлены в виде каталогов, названия которых начинаются с восклицательного знака (!). При двойном нажатии на такой каталог запускается программа. Исполняемые файлы и ресурсы программы обычно расположены в одном каталоге, но обычно они скрыты от пользователя.

### Приложения
Набор приложений, включаемых в поставку, изменяется в разных версиях, но обычно включает:
- !Paint — растровый графический редактор;
- !Draw — векторный графический редактор;
- !Calc — калькулятор;
- !Edit — текстовый редактор;
- !Maestro — нотный редактор;
- !Alarm — будильник;
- !Chars — утилита для ввода символов;
- !Help — программа помощи.

## Открытая инициатива[13]
В октябре 2006 года Castle Technology объявила о планах открыть элементы RISC OS 5. Для продвижения открытой версии RISC OS была создана компания RISC OS Open Limited (ROOL). Исходный код системы доступен для распространения и модификации в некоммерческих целях, для использования в коммерческих целях необходимо купить лицензию у Castle Technology.

## Эмуляторы
Существует несколько свободных эмуляторов ARM, которые поддерживают RISC OS:
- Arculator Архивная копия от 19 августа 2010 на Wayback Machine
- Red Squirrel Архивная копия от 27 декабря 2005 на Wayback Machine
- ArcEm Архивная копия от 9 августа 2013 на Wayback Machine
- RPCEmu Архивная копия от 21 июля 2011 на Wayback Machine

Среди коммерческих стоит выделить VirtualAcorn для Windows и Mac OS X.